# هينشيل أند صن
هينشيل أند صن كانت شركة ألمانية مقرها في كاسل، اشتهرت خلال القرن العشرين كمصنع لمعدات النقل، التي شملت القاطرات والشاحنات والحافلات والعربات ومركبات القتال المدرعة والأسلحة.
أسس جورج كريستيان كارل هينشل المصنع في عام 1810 في كاسل. أسس ابنه كارل أنتون هينشل مصنعًا آخر في عام 1837. في عام 1848، بدأت الشركة في تصنيع القاطرات. أصبح المصنع أكبر شركة تصنيع قاطرة في ألمانيا بحلول القرن العشرين. قامت هينشيل ببناء 10 شاحنات بخارية كما قامت ببناء السيارات وأصبحت واحدة منها سيارة موظفي هيرمان جورينج.